# آزمایش مونواسپات
آزمایش نقطه‌ای تک‌هسته‌ای یا آزمایش مونوسپات، نوعی آزمایش آنتی‌بادی هتروفیل، یک آزمایش سریع برای مونونوکلئوز عفونی ناشی از ویروس اپستین بار (EBV) است. این آزمایش اصلاح شدهٔ آزمون پل بونل است. این آزمایش مختص آنتی‌بادی‌های هتروفیلی است که توسط دستگاه ایمنی بدن انسان در پاسخ به عفونت EBV تولید می‌شود.
مرکز کنترل بیماری‌های ایالات متحده آزمایش مونوسپات را چندان مفید نمی‌داند.